# Madisonville (Tennessee)
Madisonville – miasto w Stanach Zjednoczonych, w stanie Tennessee, siedziba administracyjna hrabstwa Monroe.